# فرانسوا ووكر
فرانسوا ووكر (بالفرنسية: François Walker)‏ هو لاعب جمباز فني فرنسي، ولد في القرن التاسع عشر، وتوفي في القرن العشرين.

## وصلات خارجية
- فرانسوا ووكر على موقع أوليمبيديا (الإنجليزية)